# Кривулин, Виктор Борисович
Ви́ктор Бори́сович Криву́лин (9 июля 1944[…], Кадиевка, Ворошиловградская область — 17 марта 2001[…], Санкт-Петербург) — русский поэт и прозаик, эссеист, редактор, критик, литературовед, культуролог, переводчик. Один из главных представителей ленинградского андеграунда. Вице-президент питерского ПЕН-клуба. Член редколлегии журнала «Вестник новой литературы».

## Детство, юность, учеба
Отец, Борис Афанасьевич Кривулин, родился в Вологде, был кадровым политработником, старшим батальонным комиссаром, служил в 123-й стрелковой дивизии с момента её создания, в том числе во время Финской войны. В начале ВОВ дослужился до комиссара штаба дивизии.
Мать, Евгения Борисовна, наполовину еврейка, наполовину полька (по некоторым данным, родом из польской шляхты) — до войны была медсестрой в больнице завода «Арсенал». После начала войны добровольно отправилась в 168-й медсанбат, позже — была назначена фельдшером в отдельную автороту. Капитан медицинской службы.
В раннем детстве заболел вариантом полиомиелита (болезнь Литтла). Преодоление болезни стало одной из основ характера, интерпретирующего препятствия как вызов.
Ольга Седакова поэт, литературовед, критик:

Никто из тех, кто общался с Кривулиным, не вспоминал о его увечье, о той боли, с которой он с детства жил – казалось – как ни в чём не бывало, ничуть не напоминая при этом героев самопреодоления. Мы просто забывали, чего это стоит. И – с благодарностью ему – не будем вспоминать и дальше.

Окончил школу № 67 (бывшую 1-ю Петербургскую гимназию), учился далеко не блестяще, стал рано сочинять стихи.
С 1962 посещал литературное объединение, которым руководил Глеб Семёнов. Довольно быстро понял, что из себя представляет советская литература. Первые юношеские стихотворения по инерции ЛИТО вошли в сборник поэтов Дворца пионеров «Голоса юных», затем появились в журнале «Советский Союз» (1962). В этом же году состоялась первая публикация в самиздатском сборнике «Лай», в 1964 в сборнике К. К. Кузьминского и Б. И. Тайгина «Антология советской патологии», затем в 1966 — в альманахе «Звенья».
К поступлению в университет практически никаких иллюзий не было и по поводу советской власти. Повинуясь импульсивному решению, незадолго до защиты диплома подал  заявление о выходе из комсомола, что в дальнейшем вызывало некоторые препятствия при устройстве на работу. Его студенческие работы о Хлебникове, Баратынском, Анненском привлекли внимание некоторых литературоведов, в том числе Д. Е. Максимова, связывавшего со способным студентом большие литературоведческие надежды. Но Кривулин очень рано выбрал поэзию .
Михаил Берг, писатель, критик, культуролог:

На филфаке ЛГУ Кривулин учился недолго на английском, а затем на русском отделении (о роли отца с гирляндой орденов для зачисления на филфак Кривулин упоминал редко). Студенческие работы о Хлебникове и Андрее Белом, как и диплом о литературе русского модернизма, казалось бы, говорят о довольно точно и рано выбранном русле интересов. Но блеска не было, литературоведческий талант ещё не раскрылся, хотя его научный руководитель Д. Е. Максимов уговаривал Кривулина выбрать между поэзией и наукой, подталкивая, очевидно, к последней. Но Кривулин выбрал первую, так как поэзия в середине 60-х была главпечкой по производству культурных звезд (если вспомнить неологизмы Сережи Стратановского, ещё одного брата по музам, по судьбам). И, помимо потенциального источника успеха, представлялась куда более свободной областью приложения сил для амбициозного гуманитария. А Кривулин, как часто бывает, ощущал себя большим поэтом задолго до того, как им стал. 

В 1967 году окончил филфак ЛГУ. Защитил диплом по творчеству Иннокентия Анненского.
Был близко знаком почти со многими знаменитыми предшественниками, в том числе: Татьяной Гнедич, Лидией Гинзбург, Анной Ахматовой, с которой общался в её последние годы в 1960–65.
После окончания университета недолго работал школьным учителем, редактором-референтом в Доме санитарного просвещения, много лет подрабатывал репетиторством, успешно готовя абитуриентов к поступлению на гуманитарные отделения вузов, в том числе ленинградского и тартусского университетов. 17 лет служил редактором издательского отдела Комитета по здравоохранению Ленинградской области.
Главным  стало бытование внутри «второй культуры».

## Вторая культура
Отчасти совпал вектор общественного движения и вектор личной судьбы и способов её воплощения. Очень быстро его квартиры сначала на Курляндской улице, потом на Большом пр. Петроградской стороны стали открытым домом, притягивая все новых и новых посетителей на протяжении десятилетий. Каждый вечер здесь появлялись старые и новые друзья и знакомые. От многолетних приятелей по университету до почти случайных знакомых по Сайгону и просто приятелей знакомых. Обладая азартным даром общения, неослабевающим интересам к новому, любил знакомить и соединять людей. В частности, был тем, через кого поэты и художники московского концептуализма познакомились с ленинградским андеграундом и его наиболее яркими представителями. Дружил с М. Шейнкером. Близко, но и с оттенком взаимной ревности и конкуренции общался с  Е. Шварц, ценил многих, дружил с  А. Мироновым, С. Стратановским, Т. Буковской, О. Охапкиным, Налем Подольским, В. Ширали, М. Бергом.
Татьяна Горичева, философ, соредактор самиздатского журнала «37», критик:

А я к тому времени читала Кривулина в самиздате и так восхищалась — думаю, как это здорово, как это похоже на Мандельштама, на Рильке. И думаю: «только Кривулин может Хайдеггера освоить». Напросилась к нему на свидание, пришла. Меня никто не знал ещё там, во второй культуре. И говорю: «Мне Хайдеггер прислал стихи». Кривулин — мэтр такой — говорит: «Я если сам не переведу — пошлю Ольге Седаковой». Вот так я всех сразу узнала, кто там у нас. Так и получилось. Сам он не перевел и послал Ольге Седаковой. Ольга передала эти стихи во Францию, потому что кто-то из Франции к ней приехал, она перевела на русский, по-моему, с русского они перевели на французский.

И одновременно проявил талант организатора общественного пространства и воодушевления людей. Вел богемный образ жизни, увлекался и легко увлекал других. При этом проявлял неукротимую энергию и способность создавать новые формы бытования нонконформистской культуры. В 1974 - один из составителей представительного сборника ленинградской неофициальной поэзии «Лепта», который был предложен для публикации и отослан в ленинградское отделение союза писателей, отказ от публикации стал вехой в самоопределении ленинградского андеграунда.
Генрих Сапгир, поэт:

потом я посетил его большую коммунальную квартиру на Петроградской. Это был поэтический центр, можно сказать, всего Питера. То и дело раздавались телефонные звонки, приходили молодые поэты, появлялись девушки, целые компании. Приехать в Ленинград и не зайти к Кривулину — мы, москвичи, себе этого не представляли... 
Но ещё раньше все же была квартира 37. Там он жил со своей тогдашней женой Таней Горичевой — и тоже было много приходящих, которые делились на поэтов и философов. Философы были по части Тани. Я как-то посидел на очередном философском собрании, показалось скучновато. Помню оранжевый свет абажура на столе с рукописями. Здесь творился самиздатский журнал 37 . И на входной двери — мелом 37. И в памяти — 37 год. Так что все одно к одному.

Б.И. Иванов, редактор самиздатского журнала «Часы», критик:

Для того чтобы стать Кривулиным, нужно было… в юности пережить пору «штурма и натиска», писать вместе со сверстниками манифесты, — а их пишут, когда верят в свое высокое предназначение и хотят перевернуть мир. «Подражая футуристам, мы манифестировали свою гениальность» — так написал Кривулин об этих годах в автобиографических очерках, собранных в книге «Охота на Мамонта».

В 1970-е — один из крупнейших деятелей литературного и культурологического андеграунда: с декабря 1975 выпускал самый знаменитый самиздатский журнал «37» (редактировал совместно с Т. М. Го́ричевой и Л. Рудкевичем), с 1979 — поэтический «Северная почта» (совместно с С. Дедюлиным) и др. Организовал ряд семинаров, в том числе «Культура начала века и современное сознание»).
Татьяна Горичева, философ, соредактор самиздатского журнала «37», критик:

Я вышла замуж за Виктора Кривулина, у нас была большущая подвальная квартира на Курляндской улице, с крысами, с котами. И все, кто выходил из тюрьмы, из сумасшедшего дома, шли к нам туда, в эту квартиру, двери не закрывались, многие прямо в окно входили. Наши семинары были по пятницам: у Кривулина был поэтический семинар, а у меня религиозный, и мы чередовались. 

Принципиальным шагом стало принятие православного крещения; ещё раньше — один из активных представителей ленинградской религиозной поэзии (сам именовал её спиритуальной), вместе с  Т. М. Го́ричевой проводил Религиозно-философский и Культурно-просветительский семинары.
С 1975 печатался в эмигрантских изданиях — «Грани» (первая публикация — за подписью «Стихи анонимного поэта»), «Эхо», «Вестник РХД», «Континент», «Двадцать два», «Третья волна», «Стрелец», «Новое русское слово» (Нью-Йорк), в журнале «А-Я» (статья о художнике Ю. Дышленко).
Основной теоретик ленинградского андеграунда. Автор принципиальных и наиболее часто цитируемых статей по истории и проблематике «второй культуры», ленинградской и московской неофициальной литературе, в частности статья, опубликованная под псевдонимом А. Каломиров, «Двадцать лет новейшей русской поэзии» (1979).
Первый лауреат премии Андрея Белого за 1978 год.
Писал рассказы (в том числе опубликованные в журнале «Континент» № 56, 60 за 1976), эссе. Написал роман «Шмон» (1980, первая публикация «Вестник новой литературы» №2 (1992); несколько глав вышло также во втором томе трехтомной антологии «Коллекция», составленной Б. Ивановым — СПб.: Изд-во Ивана Лимбаха, 2003).

## Характер
При существенных физических ограничениях, накладываемых пережитой болезнью, обладал неукротимой энергией и смелостью, подчас вызывающей и провокационной. Сама действительность требовала преображения, она и преображалась в непрерывном труде воплощения, постоянном общении и в устных рассказах, легко обретающих возможные или трудно представимые очертания продолжения реальности. Сам характер обладал немного насмешливой, порой инфантильной, но заразительной силой и изобретательностью. Постоянно выдумывались все новые и новые формы противостояния советской власти и советской литературе, от профсоюза независимых литераторов до все новых форм репрезентации андеграунда.
Был, безусловно, амбициозным, хотя к амбициозности часто примешивалась смягчающая её детскость, какая-то обаятельная наивность, но свой статус, свое конкуретное преимущество всегда отстаивал с азартом, который далеко не всем нравился.
Наталия Ковалева, филолог, сценарист-драматург, журналист:

Он был какой-то непотопляемый, хотя сколько раз любой другой сломался бы на его месте. Хромой, проведший детство в санаториях, а отрочество — в обычных пионерских лагерях, где приходилось бороться за выживание. Дети — жестокий народ, а палка — такая потеха. Можно задразнить до смерти. Но палка, как оказалось, ещё и оружие обороны, а способность интересно рассказывать завораживала потенциальных противников. Вот эта способность завораживать и привораживать осталась у него на всю жизнь.

Был энергичен и подвижен, в юности и молодости много путешествовал с помощью автостопа. Плавал с трудно ожидаемой скоростью и ловкостью.
Читал почти непрерывно, демонстрируя широту интересов, умея находить пищу для ума даже там, где её изначально, казалось бы, не было, в книгах, попадавшихся под руку, газетах, советских новостях или детективах. Азартно играл в карты, очень хорошо в шахматы. Не был сибаритом, но любил вкусную еду, как и все в андеграунде немало пил, что почти не влияло на напряжение непрерывного поиска новых смыслов.

## Давление КГБ
Находился под непрерывным давлением КГБ, которое, однако, воспринималось как опасная игра с непонятным итогом. С ним проводились частные беседы, многократные попытки вербовки, предлагались варианты компромиссов, неизменно отвергаемые. В какой-то степени силе протеста добавляла мысль, что отправить в лагерь инвалида будет слишком затратно для репутации советской власти, но КГБ арестовывало и инвалидов. Более всего КГБ занимал даже не самиздат, а публикации за рубежом, а он был одним из самых публикуемых авторов ленинградской неофициальной литературы в эмигрантских изданиях.
Татьяна Горичева, философ, соредактор самиздатского журнала «37», критик:

Говорили, что все кагэбэшники, все стукачи в пятницу вообще собираются у нас, в квартире 37, что можно везде рассказывать антисоветские анекдоты, потому что всё КГБ сидит у нас. Бывало столько народу, что мы, конечно, не могли вообще никак понять, кто и что. И ещё мы с ним делали журнал «37», на машинках печатали, совсем на тоненькой бумаге. И по всей квартире были разложены эти бумажки, и мы с Кривулиным собирали. Всё это бесплатно делали, какие-то девушки-машинистки приезжали со всех городов. У нас не было ни дня, ни ночи.

Наталия Ковалева, филолог, сценарист-драматург, журналист:

Власти его сильно недолюбливали. Он был диссидентом, вокруг него всегда собиралось много подозрительных людей; КГБ присматривал за ним, но не арестовывал, вероятно, по причине его инвалидности и известности за границей...

После назначения на пост руководителя ленинградского КГБ генерала О. Калугина давление усилилось. И в итоге серии обысков и угроз ареста вынужден был прекратить в 1981 издание журналов «37» и «Северная почта». При этом отказался от предложения КГБ возглавить литературное объединение при ленинградском Союзе писателей, но в Клуб-81 вступил, организуя на его сцене ряд принципиальных чтений, в том числе с группой ЕПС (В. Ерофеев, Д.А, Пригов, В. Сорокин) и другими представителями московского андеграунда.

## Стихи
На протяжении нескольких десятилетий, предшествующих перестройке, негласно конкурировал за звание первого поэта Ленинграда с Еленой Шварц. И это при почти отсутствующей критике в неофициальной культуре, где оригинальных авторов было, по крайней мере, на порядок больше, чем критиков (если не считать критические статьи Б.И. Иванова, часто подвергавшиеся упрекам в поверхностности и голословности). Оценка шла по прихотливым параметрам, в числе которых публикации в эмигрантских изданиях, упоминания по «голосам», впоследствии числу переводов, наличию и представительности групп поддержек (читай: число приходящих на квартирные чтения). Кривулина отличало то, что, одновременно, ставилось ему в укор, социальность (в отличие от эзотерики и мистики стихов Шварц), политическая обостренность (возросшая в перестройку), историчность и особая складка социальности (в противовес метафизичности у Шварц). При том, что среди автоописаний чаще всего встречалась метафорическая формула  «свертки исторического опыта в личное слово», различные вариации «культурной памяти» (Мандельштам), поэзии «как разговора самого языка» (с отчетливой отсылкой к теориям Хайдеггера). Характерно название одного так и не созданного объединения, предлагавшегося автором, — «Элита» (экологическая литература, литература как страховочная сетка социума).  Критиками варьировались (и варьируются) различные способы акцентов на историчности (историзме) стихов Кривулина, его способности видеть и подавать эту историчность одновременно в восприятии изнутри и извне, а также сложная, ассоциативная система образности.
Елена Тета, филолог, литературовед:

важный аспект новаторства Кривулина заключается в том, что ему удается передать в своей поэзии современное понимание истории (по Козеллеку) в её двойственности субъекта и объекта, в одновременном проживании исторической реальности и рефлексии на неё.

Ольга Седакова, поэт, литературовед, критик:

Трудна её (поэзии Кривулина) новизна: она лежит не в тех областях, где привычно ожидают встретить новое – и где его уже давно не может быть: в каких-то «находках», «концепциях», разрушениях и смещениях норм и форм и т.п. Новизна, которая в самом деле необходима, связана с какой-то вестью (говоря по-мандельштамовски: «Не бумажные дести, а вести») о нашем положении в мире, который современный художник переживает как сверхисторический или постисторический. Ирония, патетическое проклятие, гротеск, холодная игра – все эти позиции отторжения истории стали отчетливо рутинными. Предложение Кривулина я назвала бы возвращением теплоты – но уже осознанной, знающей теплоты. Знающей, что утрата очеловечивает и мучение приобщает к «сердцу Мира».
Михаил Шейнкер, литературовед, критик, соредактор «Вестника новой литературы»:

На бесконечной цепи этих (поэтических) превращений пас поэт Виктор Кривулин свою тайную и явную свободу — свободу выращивания, обновления и омолаживания смыслов. И хотя его естественнонаучные интересы и пристрастия ограничивались любовью к комнатным растениям и кошкам, Кривулин за создание принципиально новых смысловых, словесных и стиховых пород должен быть заслуженно причислен к разряду корифеев евгеники и генной инженерии. Его творения уже гуляют по свету, занимают свои экологические ниши, расширяют ареал расселения, украшают мир.

После перестройки вес поэзии Кривулина в глазах критики отчасти снизился на фоне, напротив, выросшей славы московских концептуалистов, в то время как ему в результате трансформации своего поэтического способа говорения (после довольно декларативного и публицистичного периода в рамках стратегии расширения читательской аудитории в первой половины 1990-х) удалось достичь  нового и вполне своеобычного звучания поэтического высказывания. Что, безусловно, легло тенью на восприятие им поэтического процесса и, возможно, послужило причиной дополнительного интереса к политике и другим сферам.

## Отношение к московском концептуализму
Отношения с поэтами московского концептуализма менялись в зависимости от ситуации. На первом этапе, пока известность и слава московских концептуалистов были невелики, являлся одним из главных пропагандистов поэтики и практик концептуалистов внутри ленинградского андеграунда, что соответствовало собственной критике ленинградской неофициальной поэзии как слишком традиционной и остающейся в рамках классического канона.
Виктор Кривулин:

Не стану скрывать, что испытал известное влияние московских концептуалистов (Пригов, Рубинштейн) - впрочем, не столько литературное, сколько человеческое. Пишу - квантами, объединяя тексты в небольшие сборнички (нечто среднее между стихотворным циклом и поэмой), которые, в свою очередь, самопроизвольно сливаются в более обширный текст, организованный скорее по законам архитектурной и музыкальной композиции, нежели по собственно литературным правилам.

После перестройки, когда московские концептуалисты были подняты как символ и самое высшее достижение современной культуры, стал критиковать концептуалистов за повторы сюжетов и приемов, слишком жесткую привязку к обстоятельствах советской культуры и истории. Ревниво отстаивая вариант локальной ценности практик концептуалистов, остающихся внутри советского пространства и теряющих слишком много при выходе за его пределы. В этот период появляется и критика постструктуралистов, интерпретируемых как теория, подтверждающая ценность московского концептуализма («боюсь я: барт и деррида не понаделали б вреда» (Хореямбы, 1998).

## Перестройка
С эпохи перестройки — многолетний колумнист газеты Frankfurter Allgemeine Zeitung. В 1988-89 годах читал лекции в Париже. При поддержке А. Хвостенко снял фильм о жизни русской эмиграции во Франции для ленинградского телевидения. Сотрудничал с газетой «Русская мысль», радио «Свобода», «Немецкой волной», русской службой BBC.
Участвовал в многочисленных научных конференциях, как в России, так и за рубежом.
Публиковался в таких изданиях как «Арион», «НЛО», «Вестник новой литературы», «Знамя», «Неприкосновенный запас», «Октябрь», «Нева», «Волга», «Звезда» и др.
Со студенческой скамьи дружил с сербскими поэтами, славистами, переводчиками. В качестве журналиста ездил на войну в Боснию.

## Последние годы
Во второй половине 1990-х активно занимался политической журналистикой и политикой, стал одним из участников избирательного блока «Северная столица», возглавляемого Г. В. Старовойтовой, и при этом с любопытством наблюдал за политической трансформацией генерала Лебедя.
Автор одиннадцати книг стихов (две из них — в переводе на немецкий и финский), книг эссеистики и статей.
Стихи переведены на немецкий, финский, польский, шведский, венгерский, итальянский, голландский и японский языки. Сам переводил с английского, финского и шведского.
Первые книги под одинаковым названием «Стихи» (1981 и 1988) вышли в Париже, затем последовали поэтические сборники «Обращение» (1990), «Концерт по заявкам» (1993 — 1-e изд.; 2001 — 2-е изд.), «Последняя книга» (1993), «Предграничье» (1994), «Requiem» (1998), «Купание в иордани» (1998), «Стихи юбилейного года» (2001), «Стихи после стихов» (2001). Посмертно вышел ряд книг стихов, в том числе стихов 1970-х — «Композиции» (2010) и «Ангел войны» со стихами 1967–2000 годов.
Умер после тяжелой болезни, неоперабельного рака лёгкого. Похоронен на Смоленском православном кладбище Санкт-Петербурга.
Ольга Седакова, поэт, литературовед, критик:

поэзия Кривулина осталась у нас до сих пор по существу не оцененной и не получившей достойного обсуждения. Неизвиняющих причин бездна, но говорить о них не интересно. Поразительно, насколько больше внимания привлекли и привлекают стихи и проза, несопоставимые с тем, что делал Кривулин, ни по своей смысловой насыщенности, ни по формальной и культурной обеспеченности, ни по реальной новизне. Да что говорить — просто по своему словарю, по качеству слова. Впрочем, пожалуй, и не поразительно….

.
Михаил Берг, писатель, критик, культуролог:

Его историзм, его ветвистая образная система, собирающая под увеличительным стеклом столь мелкие и точные социально узнаваемые детали, столь осторожное сочетание просторечия с приперченной иронией цитатами высокого стиля, эта серьёзность в отношении к другому и титаническая вера в себя заслуживают внимания любой интенсивности.

В 2024 в издательстве Ивана Лимбаха вышли два первых тома трехтомника «Стихи (1964–1984)» и «Проза».

## Личная жизнь
Очень легко нравился женщинам, особенно с интеллектуальными запросами: его витальность при завораживающей мягкости (легко сменявшейся, однако, готовностью к полемике любого калибра и накала), безостановочное биение мысли и лукаво-насмешливый взгляд действовали почти безотказно. И при этом не мог быть один, нуждался в компаньонке и, если оставался без присмотра жены даже на короткое время, в проеме дверей появлялась очередная стеснительно переступающая с ноги на ногу поэтесса или любительница поэзии, что определённо представляло для жен факультативную проблему.
Первая жена Анна Кацман.
Вторая жена Татьяна Го́ричева до её эмиграции в 1980 году:

С Кривулиным мы развелись быстро. Не потому, что мы как-то так жутко рассорились, а просто мое православие было очень суровым, а Кривулинское православие пошло в какое-то, как мне тогда казалось, легкомыслие. То есть, он постов не соблюдал, а это очень важно для новоначальных. Я до миллиметра страстно хотела быть совершенной и быть в послушании… И я как-то с Кривулиным просто уже перестала разговаривать, взяла и ушла. Нет, он и поддерживал наше женское движение, мы дружили, но брака никакого не было. Потом он скончался. Он — великий человек, конечно….

Третья жена — Света Сазонова, от которой сын Лева, погибший за год до смерти отца.
Четвёртая жена Наталия Ковалева.
Пятая — филолог Ольга Кушлина, подготовившая вместе с М. Шейнкером трехтомное собрание сочинений поэта.

### Публикации Виктора Кривулина

#### Книги
- Кривулин Виктор. Стихи. — Париж: Ритм, 1981. — 62 с.
- Кривулин, Виктор. Стихи. — Париж, Ленинград: Беседа, 1988. — Т. 1,2. — 150, 205 с.
- Кривулин Виктор. Обращение. — Л.: Советский писатель, 1990. — 64 с. — ISBN 5-26501-283-4.
- Кривулин Виктор. Концерт по заявкам. Три книги стихов трех последних лет (1990-1992) = Послесловие автора: Эссе «Охота на мамонта, или Нищета Петербурга на фоне ленинградского нищенства» / Худож. Анатолий Васильев. — СПб.: Приложение к журналу «Петрополь», 1993. — С. 99. — Первые 100 экз. нумерованы и подписаны автором, раскрашены художником;. — («Петербургское соло». Вып. 8). — 1000 экз. — ISBN 5-7282-0037-0.
- Кривулин Виктор. Предграничье: Тексты 1993—94 гг.. — СПб.: Борей-арт, 1994. — 52 с. — ISBN 5-7287-0122-9.
- Кривулин Виктор. Requiem. — М.: АРГО-РИСК, 1998. — 20 с. — ISBN 5-900506-84-3.
- Кривулин Виктор. Купание в иордани. — СПб.: Пушкинский фонд, 1998. — 80 с. — (Автограф). — ISBN 5-89803-020-4.
- Кривулин Виктор. Охота на мамонта. — СПб.: Русско-Балтийский информационный центр «БЛИЦ», 1998. — 333 с. — (Русский Пен-Клуб). — ISBN 5-86789-073-2.
- Кривулин Виктор. Стихи юбилейного года. — М.: ОГИ, 2001. — 80 с. — (Поэтическая серия клуба «Проект ОГИ»). — ISBN 5-94282-020-1.
- Кривулин Виктор. Концерт по заявкам. Три книги стихов трех последних лет (1990-1992) = Послесловие автора: Эссе «Охота на мамонта, или Нищета Петербурга на фоне ленинградского нищенства» / Худож. А. Васильев. — 2-е издание.. — СПб.: Издательство Фонда русской поэзии, 2001. — 109 с. — 1000 экз. — ISBN 5-89108-061-3.
- Кривулин Виктор. Стихи после стихов. — СПб.: Петербургский писатель; Русско-Балтийский информационный центр «БЛИЦ», 2001. — 144 с. — (Русский Пен-Клуб). — ISBN 5-86789-135-6.
- Кривулин Виктор. Композиции. — М.: АРГО-РИСК; Книжное обозрение, 2009. — 104 с. — (Книжный проект журнала «Воздух», вып.46; «In Memoriam», вып.3). — ISBN 5-86856-189-9.
- Кривулин Виктор. Воскресные облака. — СПб.: Пальмира, 2017. — 232 с. — (Часть речи). — ISBN 978-5-521-00139-2.
- Кривулин Виктор. Стихи: 1964—1984. — Сост., послесл. и коммент. О. Б. Кушлиной и М. Я. Шейнкера. — СПб.: Издательство Ивана Лимбаха, 2023. — 552 с. — 1000 экз. — ISBN 978-5-89059-514-0.
- Кривулин Виктор. Проза. — Сост., послесл. и коммент. О. Б. Кушлиной и М. Я. Шейнкера. — СПб.: Издательство Ивана Лимбаха, 2023. — 296 с. — 1000 экз. — ISBN 978-5-89059-515-7.

Антологии
- Русская поэзия. XX век. Антология. — Под редакцией В. А. Кострова. [В. Кривулин; биб. справ. — C. 743—744: Метампсихоза. Непростое время. Говорящая птичка. На языке флажков. Реквием. (Стихи)]. — М.: ОЛМА—ПРЕСС, 1999. — 926 с.; В пер.; ил.; 11 000 экз. — ISBN 5-224-00134-X

## Премии
- Лауреат премии им. Андрея Белого (1978)
- Лауреат премии Всесоюзного конкурса верлибра (Калуга, 1989)
- Лауреат Пушкинской премии-стипендии фонда Топфера (ФРГ, 1990)